# Sette volte donna
Sette volte donna è un film a episodi del 1967, diretto da Vittorio De Sica e con Shirley MacLaine nelle vesti delle protagoniste di ciascuno dei sette episodi.

## Trama

### Primo episodio:Neve(Snow)
Jeanne crede che il giovane che la sta seguendo sia un timido corteggiatore, tuttavia la realtà è un'altra: si tratta di un imbranato investigatore ingaggiato dal geloso marito.

### Secondo episodio:I suicidi(The Suicides)
Marie e il suo compagno hanno deciso di suicidarsi nella stanza di un motel, ma sono indecisi sul mezzo da usare e, soprattutto, a entrambi manca il coraggio. Alla fine, il desiderio di vivere prende il sopravvento.

### Terzo episodio:Due contro una(Two Against One)
Linda, un'impassibile hostess di un congresso di cibernetica, diventa l'oggetto di una contesa tra due uomini, uno scozzese e un italiano, che cercano di conquistarla  con la letteratura e la poesia.

### Quarto episodio.Il corteo funebre(Funeral Procession)
La vedova Paulette, alla fine del funerale del marito, cede alle avance di un uomo.

### Quinto episodio:Amateur night(Amateur Night)
La morigerata Maria Teresa, per fargli una sorpresa, rientra a casa in anticipo e scopre l'infedeltà del marito; decide così di tradirlo a sua volta e si aggrega ad un gruppo di prostitute, però ritrova per il marito tutto l'amore di prima allorché l'uomo viene malmenato da un protettore.

### Sesto episodio:Una sera all'opera(At The Opera)
Eve Minou, una donna appartenente all'alta borghesia parigina, è spietatamente pronta a tutto purché una rivale non indossi un vestito uguale al suo alla prima di un'opera.

### Settimo episodio:La super Simone(Super Simone)
Edith, innamorata follemente del marito scrittore di romanzi popolari, nutre un'insana gelosia per Simone, l'eroina dei libri del coniuge; per sentirsi più considerata, cerca di trasformarsi in quel personaggio immaginario, ma viene presa per pazza.

## Cast
- Shirley MacLaine: Paulette / Maria Teresa / Linda / Edith / Eve Minou / Marie / Jeanne

### EpisodioFuneral Procession
- Elspeth March: Annette
- Peter Sellers: Jean

### EpisodioAmateur Night
- Rossano Brazzi: Giorgio
- Laurence Badie: Prostituta
- Judith Magre: Bitter Thirty
- Catherine Samie: Jeannine
- Zanie Campan:
- Robert Duranton: Didi

### EpisodioSuper Simone
- Lex Barker: Rik
- Elsa Martinelli: ragazza elegante al supermercato
- Robert Morley: Dr. Xavier
- Jessie Robins: Marianne

### EpisodioAt The Opera
- Patrick Wymark: Henri
- Michael Brennan:
- Adrienne Corri: Mme. Lisiere
- Jacques Ciron: Féval
- Roger Lumont: Nossereau
- Roger Trapp: Crosnier

### EpisodioTwo Against One
- Clinton Greyn: MacCormack
- Vittorio Gassman: Cenci

### EpisodioThe Suicides
- Alan Arkin: Fred

### EpisodioSnow
- Michael Caine: straniero affascinante
- Anita Ekberg: Claudie
- Philippe Noiret: Victor
- Georges Adet: anziano
- Jacques Legras: venditore